# Kompleks startowy nr 250 kosmodromu Bajkonur
Kompleks startowy nr 250 kosmodromu Bajkonur (ros. Площадка №250 космодрома Байконур), znany również pod nazwą Uniwersalnyj Kompleks Stend-Start (Универсальный Компльекс Стенд-Старт) lub Bajterek (Байтерек) – wyrzutnia rakietowa w kazachskim kosmodromie Bajkonur, wykorzystywany jeszcze przez Związek Radziecki do testów statycznych rakiet serii Energia (był również miejscem jej pierwszego startu 15 maja 1987 z satelitą Polus), od 2015 ma być użyty z rakietami Angara.
Kompleks do lądowania dla Burana położony jest 12 kilometrów od miejsca startu. W jego skład wchodzą punkt kierowania (PPK) i pas do lądowania. Długość pasa - 4500 m, szerokość - 84 m i grubość około 1,5 m. Oprócz tego pas posiada tzw. strefy bezpieczeństwa po 3 m z boków i 500 m z przodu i na końcu pasa. Do zadań PPK należy wykrywanie, naprowadzanie, podejście do lądowania, instalowanie statku oraz przesłanie do montażowo-badawczego budynku. Radiotechniczne środki zdolne są wykryć statek w odległości 400 km i na wysokości 40 km. Prędkość lądowania Burana wynosi około 340 km/h, długość dobiegu 1100÷2000 m. Obok wieży znajdują się maszty - piorunochrony o wysokości 175 m, maszty od napełniania zbiorników rakiety, specjalne systemy natychmiastowej ewakuacji kosmonautów i personelu obsługującego, system kontroli środowiska wokół rakiety oraz maszty z 670 reflektorami